# Skoczów (gemeente)
De gemeente Skoczów is een stad- en landgemeente in het Poolse woiwodschap Silezië, in powiat Cieszyński.
De zetel van de gemeente is in Skoczów.
Op 30 juni 2004 telde de gemeente 25 518 inwoners.

## Oppervlakte gegevens
In 2002 bedroeg de totale oppervlakte van gemeente Skoczów 63,27 km², waarvan:
- agrarisch gebied: 63%
- bossen: 22%

De gemeente beslaat 8,66% van de totale oppervlakte van de powiat.

## Demografie
Stand op 30 juni 2004:
| Omschrijving                   | Totaal | Totaal | Vrouwen | Vrouwen | Mannen | Mannen |
| ------------------------------ | ------ | ------ | ------- | ------- | ------ | ------ |
| eenheid                        | aantal | %      | aantal  | %       | aantal | %      |
| inwoners                       | 25 518 | 100    | 13 367  | 52,4    | 12 151 | 47,6   |
| bevolkingsdichtheid (inw./km²) | 403,3  | 403,3  | 211,3   | 211,3   | 192    | 192    |

In 2002 bedroeg het gemiddelde inkomen per inwoner 1408,52 zł.

## Plaatsen
- Skoczów (miasto,gemeentezetel)
- Sołectwa: Ochaby, Pogórze, Pierściec, Kiczyce, Harbutowice, Międzyświeć, Wiślica, Kowale, Bładnice, Wilamowice

## Aangrenzende gemeenten
Brenna, Chybie, Dębowiec, Goleszów, Jasienica, Strumień, Ustroń.